# محوطه چشمه سفید وسین (۲)
محوطه چشمه سفید وسین (۲) مربوط به مس وسنگ - مفرغ است و در شهرستان گیلانغرب، بخش گواور، دهستان گواور، ۱۵ متری شمال روستای چشمه سفید وین واقع شده و این اثر در تاریخ ۲۷ اسفند ۱۳۸۶ با شمارهٔ ثبت ۲۲۳۸۱ به‌عنوان یکی از آثار ملی ایران به ثبت رسیده است.